# Oculus Go
Die Oculus Go ist ein Virtual-Reality-Headset, das am 1. Mai 2018 veröffentlicht wurde. Für das Benutzen des Headsets wird kein Computer, keine Spielkonsole und kein Smartphone benötigt, da die Hardware im Gegensatz zur Oculus Rift und Oculus Rift S bereits in der Brille verbaut ist.
Das Headset wurde von Oculus VR, einem Tochterunternehmen von Meta (vormals Facebook Inc.), in Zusammenarbeit mit Qualcomm und Xiaomi entwickelt und wurde in China als Xiaomi Mi VR verkauft. 
Eine teuere Variante, die aber eine bessere Performance sowie Raumtracking (6DoF statt 3DoF) bietet, ist die Oculus Quest.

## Technik

### Headset
Das Headset ist mit einem 5,5-Zoll-LC-Display mit einer Auflösung von 2560 × 1440 Pixeln  (1280 × 1440 Pixel pro Auge) und hochwertigen Fresnellinsen ausgestattet, die auch in der Oculus Rift verwendet werden. Die Bildwiederholfrequenz liegt zwischen 60 und 72 Hz, je nach verwendeter Software.
Das Headset setzt auf einen Snapdragon 821-Prozessor von Qualcomm und wird mit einem 2600 mAh-Akku betrieben. Es verfügt über eine nicht-positionelle Bewegungsverfolgung mit 3 Freiheitsgraden und einen kleinen Controller, der wie ein Laserpointer bewegt werden kann. So sind Bewegungen im Sitzen und Stehen möglich. Allerdings ist der Bewegungsfreiraum zu den PC-Versionen stark eingeschränkt und nicht erweiterbar. Das Headset verfügt ebenfalls über eingebaute Lautsprecher. Der Arbeitsspeicher hat 3GB zur Verfügung.

### Controller

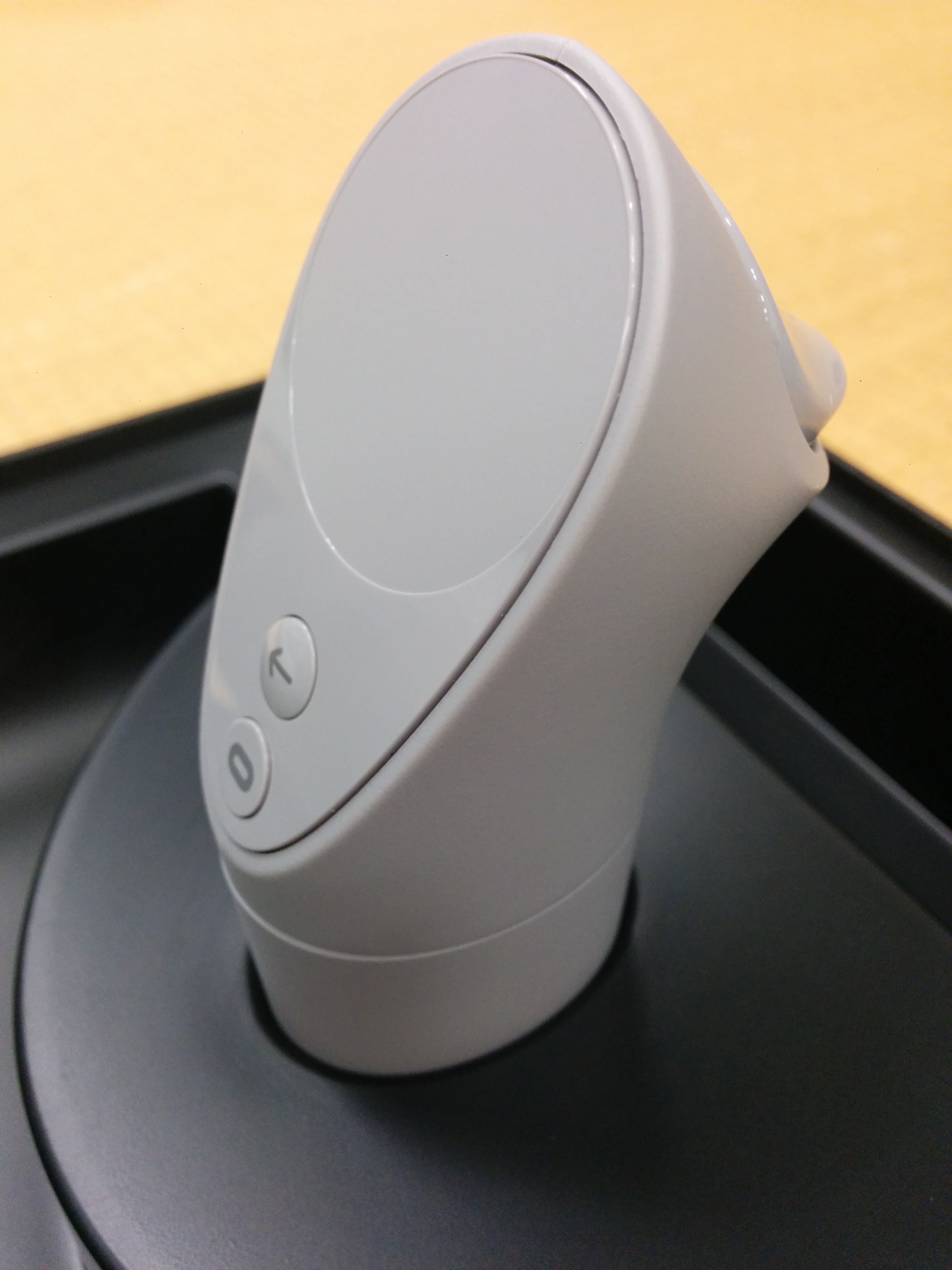
Controller der Oculus Go

Die Oculus Go-Fernbedienung ist eine kabellose Fernbedienung, mit der die Verfolgung der Bewegung der Hand und der Neigung möglich ist. Sie dient ebenfalls als Zeiger und Steuerungseinheit für das Headset. Der Controller wird mit einer AA-Batterie betrieben. Die Fernbedienung unterscheidet sich von früheren VR-Controllern dadurch, dass beide Hände für die Oculus-Go-Funktionen ausgewählt werden können und nur ein Controller benötigt wird.

### Modelle und Zubehör
Die Oculus Go ist in zwei NAND-Flash-Speicherkonfigurationen erhältlich: ein Modell mit 32 GB internem Speicher für 199 US-Dollar und eins mit 64 GB internem Speicher für 249 US-Dollar. Eine teurere Business-Variante mit zusätzlichem Zubehör, Garantie und Support ist ebenfalls verfügbar. Oculus bietet auf seiner Website Zubehör und Ersatzteile an, darunter eine Tragetasche, Ersatzcontroller und Gesichtszubehör.

## Geschichte
Das Headset wurde am 11. Oktober 2017 auf der Oculus Connect Entwicklerkonferenz vorgestellt. Oculus Go wurde in Zusammenarbeit mit Qualcomm, einem großen US-amerikanischen Entwickler von mobilen System-on-a-Chip-Systemen und Xiaomi, einer Chinas größtem Smartphone-Hersteller, entwickelt. In Zusammenarbeit mit Oculus hat Xiaomi eine umbenannte Version des Headsets namens Xiaomi Mi VR herausgebracht, die speziell für den chinesischen Markt entwickelt wurde. Am 1. Mai 2018 wurde das Headset veröffentlicht. Bis Januar 2019 hat sich die Oculus Go über eine Million Mal verkauft.
Im September 2018 gab Walmart bekannt, dass das Unternehmen Oculus-Go-Headsets zur Erweiterung seines Mitarbeiter-VR-Schulungsprogramms in den USA einsetzen wird. Das Unternehmen wird vier Headsets an jedes Walmart-Einkaufszentrum und zwei Headsets an jeden Nachbarschaftsmarkt und Discounter senden. Bis Ende 2018 wurden so über 17.000 Einheiten versandt.

## Software
Um die Oculus Go konfigurieren zu können, muss die Oculus-Anwendung auf einen Computer, Smartphone oder Tablet heruntergeladen werden. Nach Herstellung einer Bluetooth-Verbindung zwischen dem Headset und dem Gerät, auf welches die Konfigurationsanwendung heruntergeladen wurde, können das Headset und die Fernbedienung sowie ein Ersatzcontroller konfiguriert werden.   Sobald die Oculus Go und die Fernbedienung konfiguriert sind, kann das VR-Headset eine Wi-Fi-Verbindung herstellen, auf Software und Spiele aus dem Oculus Store zugreifen und die restlichen Funktionen des Betriebssystems, das auf Android basiert, können genutzt werden.

## Rezeption

### Kritiken
Das Headset stieß auf überwiegend positive Bewertungen. Kritiker lobten vor allem das Design und die Haptik der Go, die Bildqualität des Displays, die eingebauten Lautsprecher und das angemessene Preis-Leistungs-Verhältnis.
Kritisiert wird hingegen ein langsames Laden, die eingeschränkte Bewegungssteuerung und der Mangel an erweiterbarem Speicher. CNET bezeichnet das Headset als „mobiles VR für den Massenmarkt“, was eine Ansicht darstellt, die von anderen Fachzeitschriften geteilt wird.
Im Mai 2018 bezeichnete Andreas Hronopoulos, CEO des Erotik-Unternehmens Naughty America, die Go als „wichtigen Einflussfaktor für die Pornoindustrie“ und gab an, dass der Verkauf von VR-Pornos seit dem Verkaufsstart der Oculus Go Anfang des Monats gestiegen sei. Xavi Clos, Produktionsleiter bei BaDoinkVR, erwartet, dass das Gerät aufgrund des vergleichsweise geringen Kostenfaktors sich gut für die Pornoindustrie eignet.

### Verkaufszahlen
Während offiziellen Verkaufszahlen noch nicht veröffentlicht wurden, hatten laut der International Data Corporation sich die Oculus Go und Xiaomi Mi VR im dritten Quartal 2018 insgesamt fast 250.000 Mal verkauft. Im Januar 2019 schätzte das Marktanalyseunternehmen SuperData, dass über eine Million Oculus-Go-Einheiten seit dem Start des Geräts verkauft worden sind.
In einer Keynote-Präsentation auf der Oculus-Connect-Entwicklerkonferenz im Jahr 2018 stellte John Carmack fest, dass die Retentionsrate der Oculus Go so hoch war wie die der Rift, was niemand im Unternehmen vorhergesagt hatte. Carmack bemerkte auch, dass die Oculus Go in Japan besonders gut abgeschnitten habe, obwohl das Gerät nicht gut für die Internationalisierung ausgelegt ist und das Unternehmen nicht speziell auf den japanischen Markt ausgerichtet war.